# Erzsébet-forrás
Xántus-völgyben, a Hosszúaszó-patak mentén több borvízforrás tör fel. Legnevezetesebb közülük az Erzsébet-forrás, mely a völgy fejében kialakult kis település, Hosszúaszó központjában tör fel.

## Története
A Fitód-Hosszúaszó patak mentén feltörő jó ízű, jótékony hatású borvizeket régóta használják a környék lakói. 1853-ban Benkő Károly a Csík, Gyergyó, Kászon leírások. Két t.i. általános és részletes osztályokban c. kötetében a hosszúaszói borvízforrást említi. Szerinte a forrás „igen jó vasas részekből álló, mely jól főzi a bort, dugatlan hordható edényekben s erejét még sem veszti.” Vitos Mózes a Csíkmegyei füzetekben (1894) így jellemzi a forrást: „E borvízforrás egyik legkitűnőbbike Csíkmegye ásványos forrásainak. A bort kitűnően főzi, igen kellemes ízű italt nyujt. Mig egyes borvizeink borral némi vértolulást látszanak okozni, ennél ez sohasem tapasztalható, de igen az, hogy borral ugy, mint a nélkül használva, az emésztést nagyon elősegiti.” 
Vitos arról is tudósít, hogy 1889-ben a forrás kezelésével megbízott, Gözsy Árpád csíkszeredai gyógyszerész és társaiból álló részvénytársaság új köpübe foglalta a forrást és az ásványvizet ledugaszolt üvegekben egy pár évig forgalmazta is. A rövid ideig tartó vállalkozás után ismét elhanyagolt állapotba került a hosszúaszói forrás. A két világháború közötti időszakban talált újra gazdára a forrás. Új működtetője, a csíktapolcai Vitos Ferenc Erzsébet-forrás néven forgalmazta a jótékony hatású ásványvizet.
Napjainkban a betongyűrűbe foglalt hosszúaszói Erzsébet-forrást a környékbeliek és a völgybe érkező kirándulók látogatják, használják.

## Jellegzetessége
A hosszúaszói Erzsébet-forrás nátrium-kalcium-hidrogénkarbonátos típusú ásványvíz.

## Gyógyhatása
A hosszúaszói ásványvizet az emésztés elősegítésére, valamint vesebántalmak kezelésére használják.